# Sinovilsonija
Sinovilsonija (lat. Sinowilsonia), monotipski biljni rod čiji je jedini predstavnik Sinowilsonia henryi, listopadno drvo ili grm iz porodice seletnicovki (Hamamelidaceae). Kineski je endem iz pokrajina Gansu, Henan, Hubei, Shaanxi, Shanxi i Sichuan.
Ova vrsta raste na planinskim padinama i riječnim obalama na visinama između 1.100 i 1.600 m. U Hrvatskoj je ima jedino u Botaničkom vrtu u Zagrebu

## Sinonimi
- Corylopsis macrostachya Pamp.; Nuovo Giorn. Bot. Ital., n. s. 17(2): 286-288, f. 7 (1910)
- Sinowilsonia henryi var. glabrescens H.T.Chang; Fl. Reipubl. Popul. Sin. 35(2): 100 (1979)

- Sinowilsonia henryi, Arboretum u Brnu, Češka.
- S. henryi
- S. henryi
- S. henryi